# Ja'akov Ari'el
Rabi Ja'akov Ari'el (hebrejsky יעקב אריאל‎) (narozen 16. října 1937) je vrchní rabín města Ramat Gan v Izraeli a jeden z hlavních rabínů náboženského sionismu. Je odborníkem na předpisy roku šmita.

## Biografie
Narodil se v Jeruzalémě, studoval na ješivě Bnej Akiva v Kfar ha-Roe, na Midrešet Noam ve městě Pardes Chana a v Merkaz ha-Rav v Jeruzalémě. V ješivě Merkaz ha-Rav byl jedním z nejdůležitějších žáků rabi Cvi Jehudy Kooka. Ari'el působil jako roš ješiva v ješivě zbořené izraelské osady v Jamitu na Sinaji do roku 1982 a v současnosti je prezidentem ješivy Ramat Gan (roš ješiva je rabi Jehošua Šapira). Také sloužil po 25 let jako rabín Kfar Majmon.
V roce 2003 byl rabi Ari'el hlavním kandidátem na aškenázského vrchního rabína Izraele, ale nakonec byl jmenován charedi kandidát. Jeho bratr rabi Jisra'el Ari'el je bývalý hlavní rabín Jamitu a zakladatel Chrámového institutu.